# Заєць Віталій Миколайович
Віталій Миколайович Заєць (нар. 30 червня 1973, Звенигородка, Черкаська область) — український баяніст, мистецтвознавець та педагог, член Національної всеукраїнської музичної спілки, кандидат мистецтвознавства (2012).

## Життєпис
Народився 30 червня 1973 року у місті Звенигородка Черкаської області. Закінчив Звенигородську ДМШ (1988, кп. А. Кошмана), Уманське державне музичне училище ім. П. Демуцького (1992, кл. Б. Ягольницького), Національну музичну академію України ім. П. І. Чайковського (1997) та асистентуру-стажування при ній (2000, кл. М. Давидова).
1996—2000 — соліст Тернопільської філармонії. 2001—2010 — соліст Вінницької філармонії.
З 1998 року працює викладачем Національної музичної академії України ім. П. І. Чайковського.
Лауреат п'яти міжнародних конкурсів баяністів.
Викладав клас баяна-акордеона в Київській середній спеціальній музичній школі-інтернаті ім. М. Лисенка  (від 2000).
Поміж учнів — лауреати всеукраїнських і міжнародних конкурсів: Р. Гондюк, Є. Гаврилюк, М. Кашук, Д. Мазур, Р. Вненьк, О.Калініченко, Б. Ніженець, Р. Кожевніков, ін[джерело не вказане 1804 дні].
Член редакційної ради наукових збірок «Актуальні питання гуманітарних наук».
Редактор-упорядник та співавтор збірок: «Art criticism: challenges of the XXI century», «Culture and arts in the educational process of the modernity», «Академічне народно-інструментальне мистецтво: традиції та сучасність», «Столична кафедра народних інструментів як методологічний центр жанру», ін. [джерело не вказане 1804 дні]